# 趙范 (南宋)
（1183年—1240年），字武仲，南宋軍事人物，宋理宗朝主要将領之一。

## 從軍初年
年少時跟從父親趙方生活在軍中。嘉定十三年（1220年），趙范與弟趙葵殲滅金軍於高頭。十四年（1221年），出師唐州、鄧州，趙范與趙葵監軍。十五年（1222年），丁父憂，起復直秘閣、通判揚州事。十六年（1223年），以軍器寺監知光州事。十七年（1224年）入朝任知大宗正寺丞事。寶慶二年（1226年），奉祠祿。三年（1227年），知安慶府，未行，改知池州兼江南東路提舉常平茶鹽干辦公事。十月，進直敷文閣、為江南東路提點刑獄公事兼知池州事，節制防江水步軍、池州駐扎御前諸軍都統制司軍馬。紹定三年（1230年）二月，起復朝奉郎，以將作監監權知鎮江府事。四年（1231年）正月，以誅李全之功，進官二秩。四月，進中大夫、右文殿修撰、賜紫章服、金帶、權兵部侍郎、淮南東路安撫副使、知揚州事兼江淮制置大使司參謀官。六年（1233年）正月，為工部侍郎兼中書門下省檢正公事。后轉禮部侍郎，權工部尚書、沿江制置副使。十一月，奏對，上言“正人心、變風俗、舉賢能、獎廉退、黜貪佞、去奸邪”六事為當務之急。時南宋欲与蒙古达成协议，联合伐金，唯有赵范反对，上言“宣和海上之盟，厥初甚美，迄以取祸，其事不可不鉴。”。端平元年（1234年）正月，權移司兼知黃州，又兼淮南西路制置副使。五月，為兩淮制置大使、節制沿邊軍馬兼沿江制置使。七月，詔獎收復三京之功，進端明殿學士，京河關陝宣撫使、知開封府、東京留守兼江淮制置大使。

## 端平入洛
宋理宗端平元年（1234年），正值是指南宋在聯合蒙古滅金朝之後，蒙古軍北撤後，河南就成了無人佔領的地區。趙范、趙葵與全子才有感蒙古入兵力強盛是一大患，認定不扼險要無以守國，提議出兵收復河南之地，依黃河、守潼關。南宋出兵，蒙古軍不久反攻，南宋大敗。史稱端平入洛。

## 襄陽兵變
端平入洛兵敗之後，同年九月以趙范為龍圖閣學士、依旧京西湖北安抚制置大使兼知襄阳府事、節制兩淮巡邊軍馬。趙范寵任親信，無上下之序，民訟、邊備一切廢弛，諸將不能協濟，反而自相忌嫉。在此同時，襄陽一帶兵力薄弱，趙范與其親信鄂州江陵府駐扎御前諸軍都統制王旻招安了不少亡金降軍，如：克敵軍，安插到襄陽周邊。然而，宋軍猜忌降兵會否勾結蒙古，降兵也害怕南宋清剿自己，兩軍互相猜忌。
端平二年（1235年）七月，蒙古軍南侵宋境，由塔察兒（倴盞）率領。唐鄧息州相繼淪陷，部份降兵棄守陣地，部份投降。同年十一月蒙古軍退兵。
端平三年（1236年）二月，宋廷派遣左武大夫、達州刺史、鎮江府駐扎御前諸軍都統制李虎率無敵軍駐襄陽府，傳言稱南宋決意剿殺亡金降軍。而王旻自恃率領克敵軍、有軍功，嬌縱不聽節制，同時部份降兵在襄陽城內劫掠，趙范、李虎斬殺王旻，下令盡殺克敵軍，結果引發襄陽城內外降軍兵變，燒毀襄陽城，殺官軍家眷親屬，趙范等潛逃，城中百姓狼狽奔逃。南宋自岳飛經營襄陽，凡一百三十年，就此一度失守落入蒙古軍之手。直至嘉熙三年（1239年），襄陽城被南宋名將孟珙收復。
端平三年（1236年）七月，趙范因襄陽府失陷，罷官奉祠。八月，削官二秩，谪居建寧府（福建北部建甌市）。嘉熙三年（1239年），敘復官職，授宮觀。四年（1240年），知靜江府（廣西桂林），後卒于家，謚號忠憲。